# Dolores Aké
Dolores Aké es una localidad del municipio de Tekit en el estado de Yucatán, México.

## Toponimia
El nombre (Aké) significa en maya yucateco "lugar de bejucos".

## Demografía
Según el censo de 2005 realizado por el INEGI, la población de la localidad era de 1 habitantes.
| 182                         | 253 | 125 | 76 | 57 | 35 | 11 | 11 | 11 | ? | 0 | ? | 1 |
| (Fuente: INEGI [Consultar]) |     |     |    |    |    |    |    |    |   |   |   |   |